# Scyllinula humilis
Scyllinula humilis är en insektsart som först beskrevs av Blanchard 1851.  Scyllinula humilis ingår i släktet Scyllinula och familjen gräshoppor. Inga underarter finns listade i Catalogue of Life.